# Saint-Maurice-près-Pionsat
Pour les articles homonymes, voir Saint-Maurice.
Saint-Maurice-près-Pionsat est une commune française au nord-ouest du département du Puy-de-Dôme. Elle appartient à la région historique des Combrailles.

## Géographie

### Situation
Située au nord-ouest du département du Puy-de-Dôme, la commune est limitrophe de la Creuse au sud-ouest et à l'ouest ; le département de l'Allier est à 6,5 km à vol d'oiseau au nord du bourg (seule la commune de Saint-Hilaire les sépare),.
Sa préfecture Clermont-Ferrand est à 66 km au sud-est, 
Montaigut en Combraille à 28 km au nord-est, 
Moulins (préfecture de l'Allier) à 94 km au nord-est, 
Montluçon (Allier) à 39 km au nord, 
Limoges (préfecture de la Haute-Vienne) à 133 km à l'ouest-sud-ouest, 
Guéret (préfecture de la Creuse) à 71 km à l'ouest,
Aubusson (Creuse) à 50 km au sud-ouest.
La pointe nord du parc naturel régional des volcans d'Auvergne est à 40 km à l'est (Volvic à 53 km au sud-est) ; 

le nord-est du parc naturel régional de Millevaches en Limousin est à 30 km au sud-ouest.

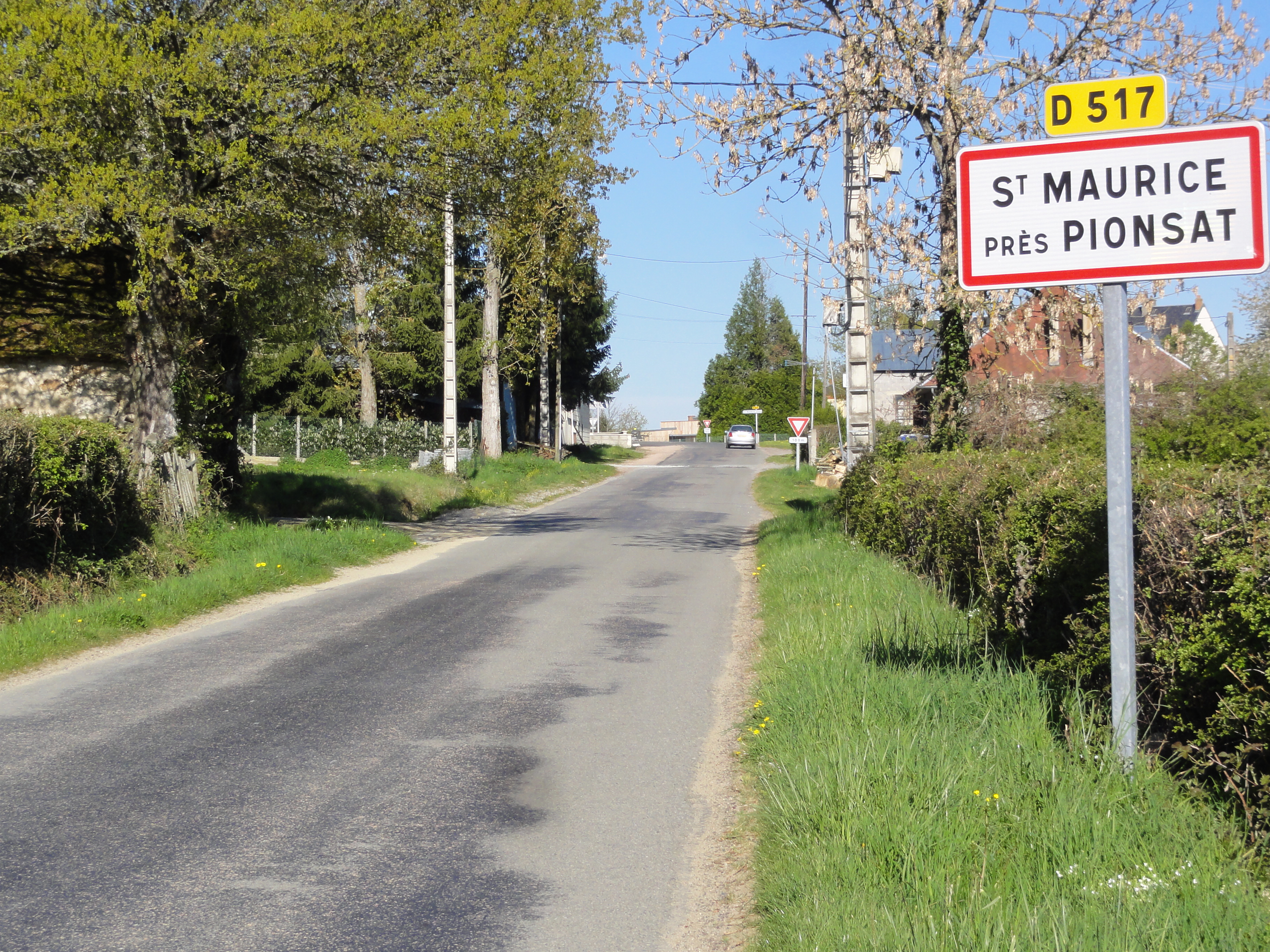
Panneau d'entrée.

### Communes limitrophes et bourgs proches

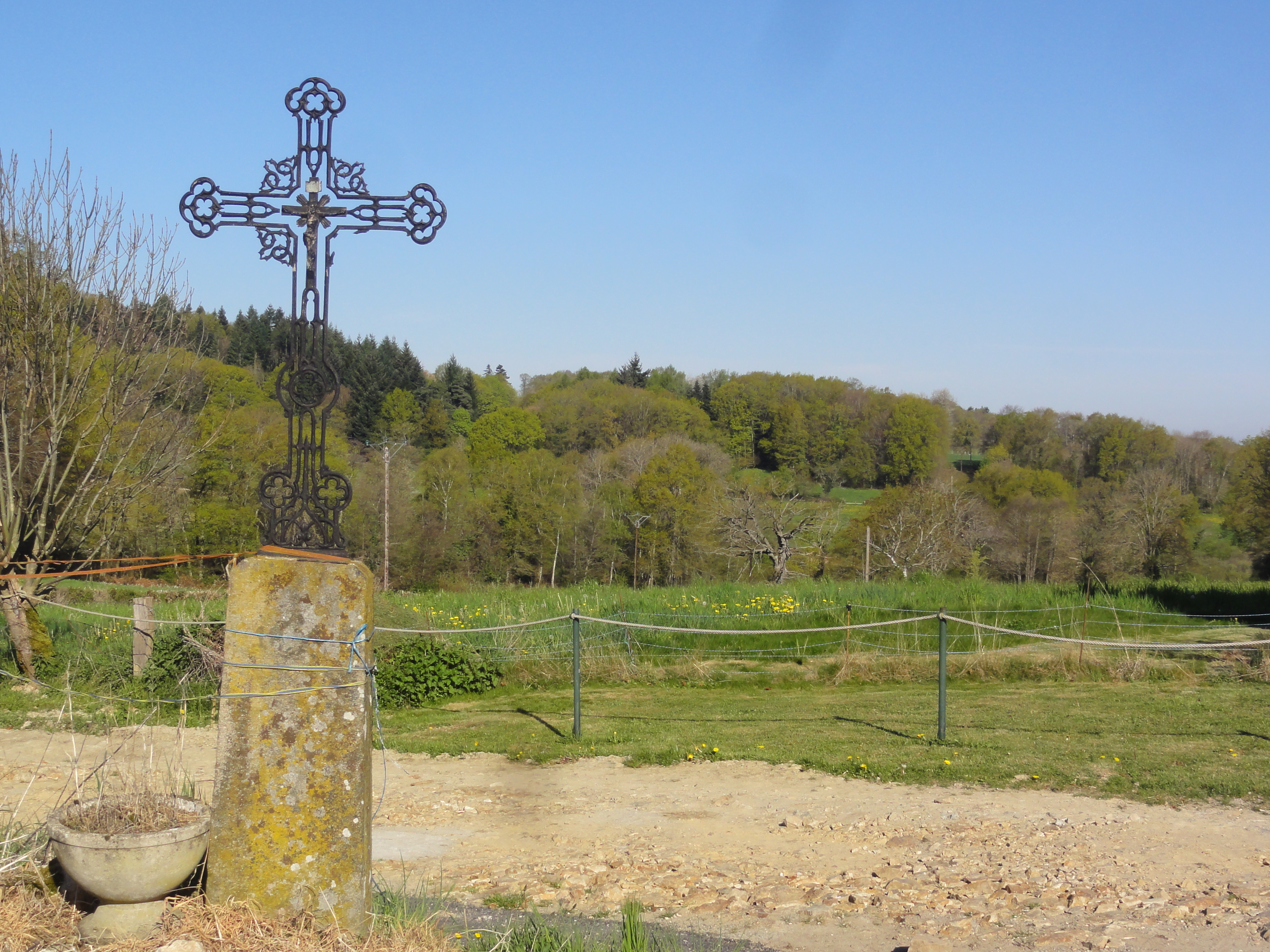
Croix de chemin au Cheix

Dans la figure qui suit, les distances données sont celles à vol d'oiseau et le nombre d'habitants pour chaque ville apparaît en plaçant la souris sur le point représentant la ville. Les noms en gras sont ceux des communes limitrophes ; Saint-Maurice-près-Pionsat en a six : 
- dans le canton de Saint-Éloy-les-Mines, arrondissement de Riom, Puy-de-Dôme, Auvergne :
  - Château-sur-Cher, Saint-Hilaire, Bussières, Roche-d'Agoux, Vergheas ;
- dans le canton d'Auzances, arrondissement d'Aubusson, Creuse, Aquitaine :
  - Charron.

### Hameaux et lieux-dits
La commune inclut de nombreux hameaux et lieux-dits (ces derniers indiqués en italiques ; les noms entre parenthèses en italiques sont ceux des hameaux déjà présents sur la carte de Cassini), avec du nord au sud :
- les Brégiroux*[n 1] (Brégeroux)
- Bois de Bertranges* (Bois de Bertanges)
- Recouleix* (Recoulleix)
- Le Faux*
- Prugne
- Grenouillat
- Pouzarol* (nom sur Cassini illisible)
- La Ribière*
- Maldent
- Murat*
- Bonnefond* (Bonnefont)
- le Cluzel* (le Cluzier)
- Chez Lassy* (Lassis)
- Beaumont*
- Rechat* (Richard)
- Lassoux*
- Solignat*
- Les Escures
- Ranciat*
- Les Chassagnes* (la Chassagne)
- les Tailles
- les Tobaty
- Montbobier
- Queuilles
- les Ouches
- Parry
- (le bourg de Saint-Maurice)
- le Cheix* (les Chiers)
- les Pauzes
- Les Courtines
- Neuville*
- la Faye
- Bregirolle
- Les Tuileries
- La Grange du Bois*
- Chirmin
- Savy*
- Péleix*
- La Villatte* (la Viallate'))
- les Puys
- Villeboucheix* (Ville Bouchaix)
- Lanareix* (le Narax)
- Villemeaux*
- les Chazeaux
- La Chaux* (la Chaud Haute et la Chaud Basse)
- La Viade
- les Pachers
- la Cabazotte
- Les Gazes
- Villefubert*
- Romagoux

### Transports

#### Réseau routier
La route principale est la D988 qui traverse le village et la commune dans le sens nord-est/sud-ouest ; elle rejoint Saint-Hilaire au nord puis Pionsat au nord-est, et vers le sud elle passe par Charron (Creuse) et rejoint Auzances en direction d'Aubusson. 

La D517 part de Saint-maurice-près-Pionsat en direction de l'est jusqu'à Bussières puis remonte vers Pionsat. 

La D521 part aussi de Saint-Maurice en direction du sud-est, jusqu'à Roche-d'Agoux. 

La D80 dessert Château-sur-Cher au nord-ouest et descend vers le sud-est à Vergheas, Biollet et presque jusqu'à Miremont. 

D'autres petites routes desservent les hameaux disséminés sur la commune.

#### Bus
Bus à Pionsat.

#### Train
Les gares ferroviaires les plus proches sont à Montluçon et Riom.

#### Avion
Les aéroports et aérodromes proches de Saint-Maurice-près-Pionsat sont à Montluçon Guéret (32 km), Clermont-Ferrand (54 km), Vichy (63 km), Roanne (108 km) et Châteauroux (111 km).

### Relief
Le relief est marqué par des vallées (sèches ou arrosées) plutôt encaissées. 
Le point culminant de la commune est à 800 m au sud-est du centre du bourg, à 654 m d'altitude ; le point le plus bas est à la pointe nord de la commune, à 405 m d'altitude.

### Hydrographie
Le ruisseau le Mousson, qui coule vers le nord-ouest, marque la limite nord-est et jusqu'à la pointe nord de la commune sur environ 5,2 km. Sur ce trajet, il reçoit en rive gauche (venant du territoire de Saint-Maurice) plusieurs petits affluents dont le ruisseau du Faux (2,24 km de longueur), qui naît de la réunion du ruisseau du Pouzarol (1,37 km de longueur) et du ruisseau des Prés longs (907 m de longueur) ; et le ruisseau saisonnier de Pomaraux. Après avoir quitté les abords de la commune, le Mousson conflue avec le Cher sur la commune de Château-sur-Cher.
Venant de la commune de Charensat, un ruisseau marque la limite sud avec la commune de Vergheas sur environ 860 m, puis les limites sud-ouest avec la commune de Charron (Creuse) sur environ 3,7 km. Le ruisseau du Soulier, dont il est l'un des tributaires, prend le relais comme limite de commune sud-ouest et ouest sur presque 3 km, jusqu'à la confluence du Soulier avec la Pampeluze, affluent du Cher. La Pampeluze continue de marquer la même limite de commune avec Charron sur environ 3,4 km, jusqu'à sa rencontre avec son petit affluent de rive droite le ruisseau du Gros Bois. 

Ce ruisseau du Gros Bois, venant de l'est, marque la limite avec la commune de Château-sur-Cher au nord sur environ 1,6 km.
La Pampeluze et ses affluents ont creusé de profondes entailles dans le paysage,.
Un grand linéament, qui suit l'axe Saint-Maurice-près-Pionsat (N 140) - Biollet - les Tuilleries, souligne une ligne de crête et est un  des axes de réalimentation hydrologique avec, de part et d'autre, une multitude de ruisselets y prenant source.

### Géologie
Le sous-sol est fait de granite, avec une dominante du granite de type Guéret,. Une large partie de la commune est sise sur un granite dit monzogranite à biotite et cordiérite (noté γ3M, en rose sur la carte), généralement porphyrique à cordiérite et souvent planaire.
Un filon de quartz s'étend de Saint-Maurice-près-Pionsat à Biollet 12 km au sud-est), ; sur la commune, un piton formé par ce filon est connu sous le nom de rocher Banu.
Une bande de tufs anthracifères affleure depuis Saint-Maurice jusqu'au bois d'Évaux-les-Bains près de Saint-Julien-la-Genête (20 km au nord-ouest de Saint-Maurice). Ces tufs, produits du volcanisme et de la sédimentation du Viséen supérieur, sont bordés à l'ouest par des mylonites liées aux événements tectoniques et magmatiques dits « cisaillements ductiles dextres de Marche-Combraille » de la période éovarisque.
À l'ouest de Saint-Maurice se trouve un secteur riche en microgranites (noté h2, en gris sur la carte).

### Climat
Pour des articles plus généraux, voir Climat d'Auvergne-Rhône-Alpes et Climat du Puy-de-Dôme.
En 2010, le climat de la commune est de type climat océanique dégradé des plaines du Centre et du Nord, selon une étude du Centre national de la recherche scientifique s'appuyant sur une série de données couvrant la période 1971-2000. En 2020, Météo-France publie une typologie des climats de la France métropolitaine dans laquelle la commune est exposée à un climat de montagne ou de marges de montagne et est dans la région climatique Ouest et nord-ouest du Massif Central, caractérisée par une pluviométrie annuelle de 900 à 1 500 mm, maximale en automne et en hiver.
Pour la période 1971-2000, la température annuelle moyenne est de 9,6 °C, avec une amplitude thermique annuelle de 14,9 °C. Le cumul annuel moyen de précipitations est de 896 mm, avec 11,4 jours de précipitations en janvier et 7,6 jours en juillet. Pour la période 1991-2020, la température moyenne annuelle observée sur la station météorologique de Météo-France la plus proche, « Auzances_sapc », sur la commune d'Auzances à 9 km à vol d'oiseau, est de 10,6 °C et le cumul annuel moyen de précipitations est de 898,1 mm,. Pour l'avenir, les paramètres climatiques de la commune estimés pour 2050 selon différents scénarios d'émission de gaz à effet de serre sont consultables sur un site dédié publié par Météo-France en novembre 2022.

### Occupation des sols
Les prairies dominent très largement avec 1 473 ha (47,61 %), suivies de systèmes culturaux et parcellaires complexes pour 706 ha (22,84 %) et de forêts de feuillus pour 609 ha (19,68 %). Ensuite viennent des surfaces principalement agricoles entrecoupées d'espaces naturels importants (152 ha, soit 4,92 %) ; des forêts mélangées (62,1 ha, soit 2,01 %) ; des forêts de conifères (31,8 ha, soit 1,03 %) ; un tissu urbain discontinu minimaliste (31,7 ha, soit 1,02 %) ; enfin, des terres arables hors périmètres d'irrigation pour 27,2 ha, soit 0,88 %.

### Pollution
En 2020, la commune ne comporte aucun site pollué. 

Un risque élevé de pollution est cependant posé avec le PER ou Permis Exclusif de Recherches de gîtes géothermiques à haute température « Combrailles en Marche », accordé à la société TLS Geothermics le 24 octobre 2017 pour trois ans. Ce permis de prospection pour la mise en œuvre de géothermie profonde couvre 805 km2 et concerne 63 communes, ainsi que onze aquifères et sous-aquifères et deux importantes masses d’eau souterraines. Ce type de géothermie utilise une technique dite « stimulation hydraulique », qui est réalisée soit par fracturation hydraulique (impliquant des risques sismiques élevés) soit par stimulation hydrochimique (désintégration de roches avec des acides et produits chimiques hautement polluants). Les maigres informations fournies par les autorités concernées - doublées d'une absence totale de consultation publique effective - ne donnent pas de précisions sur la méthode d'exploitation envisagée.

## Urbanisme

### Typologie
Au 1er janvier 2024, Saint-Maurice-près-Pionsat est catégorisée commune rurale à habitat très dispersé, selon la nouvelle grille communale de densité à sept niveaux définie par l'Insee en 2022.
Elle est située hors unité urbaine et hors attraction des villes,.

### Occupation des sols
L'occupation des sols de la commune, telle qu'elle ressort de la base de données européenne d’occupation biophysique des sols Corine Land Cover (CLC), est marquée par l'importance des territoires agricoles (76,2 % en 2018), une proportion identique à celle de 1990 (76,2 %). La répartition détaillée en 2018 est la suivante : prairies (47,6 %), zones agricoles hétérogènes (27,8 %), forêts (22,7 %), zones urbanisées (1 %), terres arables (0,9 %). L'évolution de l’occupation des sols de la commune et de ses infrastructures peut être observée sur les différentes représentations cartographiques du territoire : la carte de Cassini (XVIIIe siècle), la carte d'état-major (1820-1866) et les cartes ou photos aériennes de l'IGN pour la période actuelle (1950 à aujourd'hui).

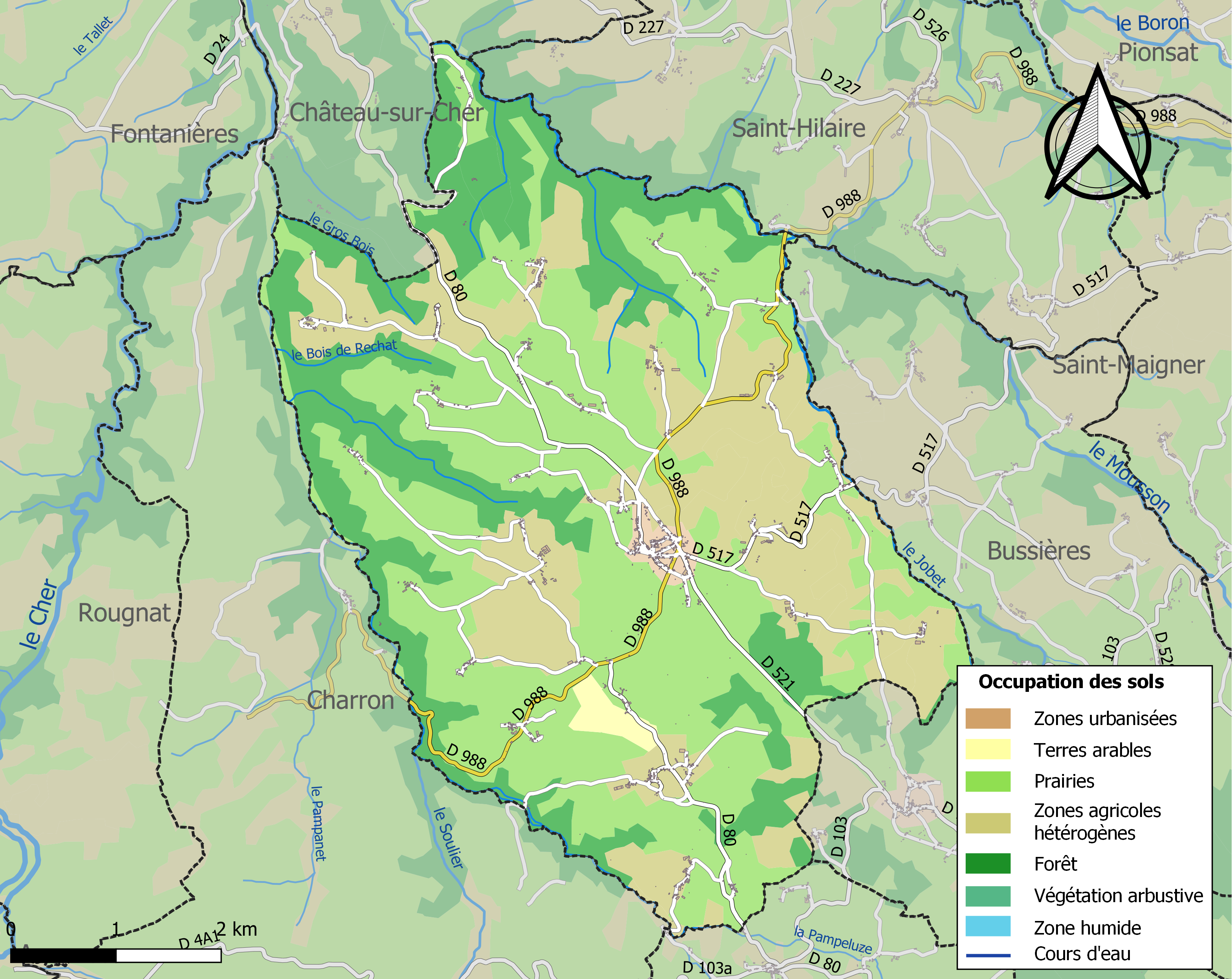
Carte des infrastructures et de l'occupation des sols de la commune en 2018 (CLC).

## Histoire

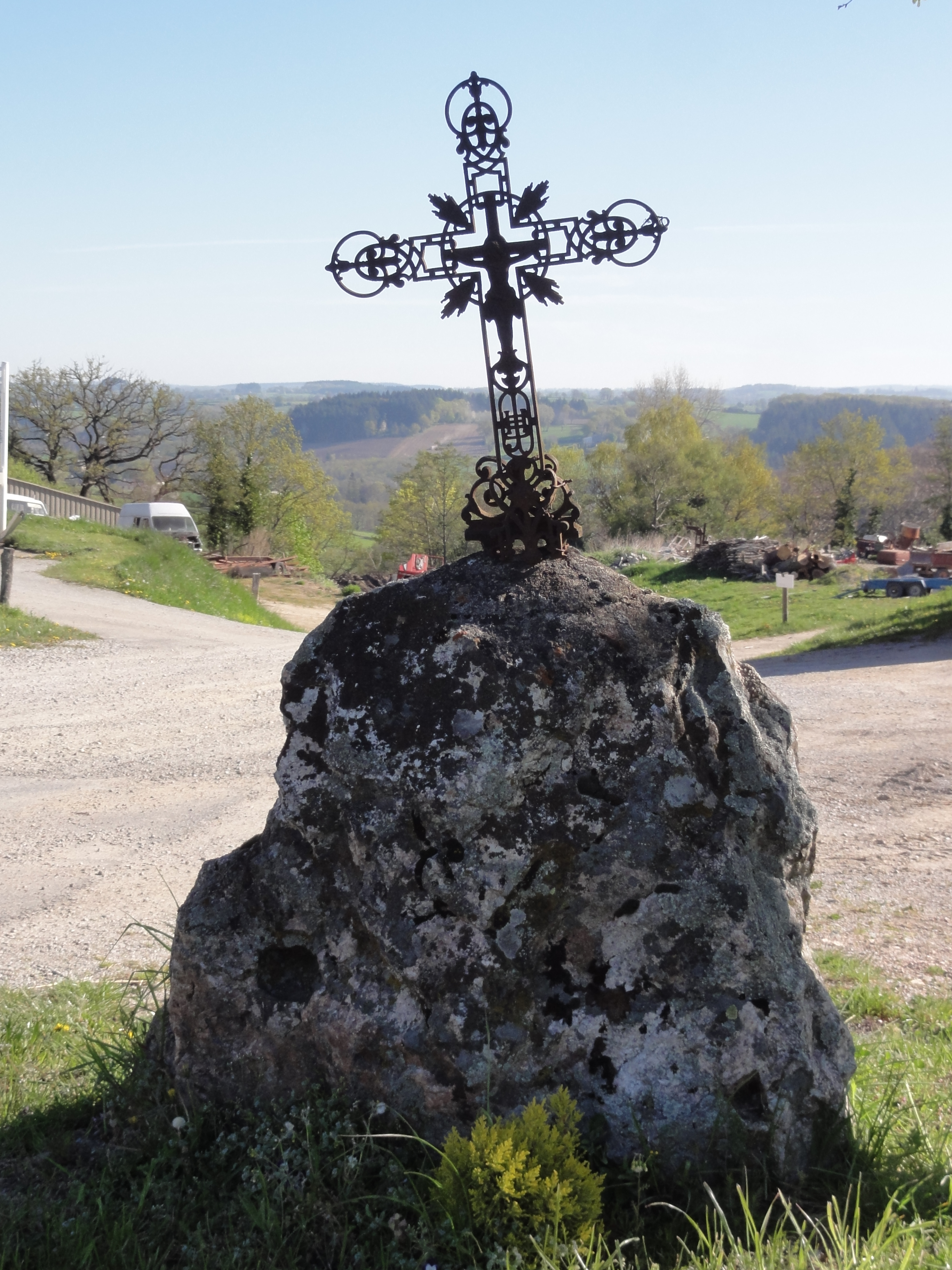
Croix de chemin près de la mairie

## Politique et administration

### Découpage territorial
La commune de Saint-Maurice-près-Pionsat est membre de la communauté de communes du Pays de Saint-Éloy, un établissement public de coopération intercommunale (EPCI) à fiscalité propre créé le 1er janvier 2017 dont le siège est à Saint-Éloy-les-Mines. Ce dernier est par ailleurs membre d'autres groupements intercommunaux. Jusqu'au 31 décembre 2016, elle faisait partie de la communauté de communes de Pionsat.
Sur le plan administratif, elle est rattachée à l'arrondissement de Riom, à la circonscription administrative de l'État du Puy-de-Dôme et à la région Auvergne-Rhône-Alpes. Elle faisait partie du canton de Pionsat jusqu'en mars 2015.
Sur le plan électoral, elle dépend du canton de Saint-Éloy-les-Mines pour l'élection des conseillers départementaux, depuis le redécoupage cantonal de 2014 entré en vigueur en 2015, et de la deuxième circonscription du Puy-de-Dôme pour les élections législatives, depuis le dernier découpage électoral de 2010 (sixième circonscription avant 2010).

### Élections municipales et communautaires

#### Élections de 2020
Le conseil municipal de Saint-Maurice-près-Pionsat, commune de moins de 1 000 habitants, est élu au scrutin majoritaire plurinominal à deux tours avec candidatures isolées ou groupées et possibilité de panachage. Compte tenu de la population communale, le nombre de sièges à pourvoir lors des élections municipales de 2020 est de 11. Sur les douze candidats en lice, onze sont élus dès le premier tour, le 15 mars 2020, avec un taux de participation de 68,69 %.

#### Chronologie des maires
| Période                                  | Période                   | Identité        | Étiquette | Qualité |
| ---------------------------------------- | ------------------------- | --------------- | --------- | --- |
| Les données manquantes sont à compléter. |                           |                 |           | |
| mars 2001                                | 2007                      | Serge Dassaud   |           | |
| mars 2008                                | mars 2014                 | Robert Condat   |           | |
| mars 2014                                | En cours (au 2 juin 2020) | François Brunet | PS        | Président de la communauté de communes de Pionsat Président de la communauté de communes du Pays de Saint-Éloy (2017-2018) |

## Population et société

### Démographie
L'évolution du nombre d'habitants est connue à travers les recensements de la population effectués dans la commune depuis 1793. Pour les communes de moins de 10 000 habitants, une enquête de recensement portant sur toute la population est réalisée tous les cinq ans, les populations de référence des années intermédiaires étant quant à elles estimées par interpolation ou extrapolation. Pour la commune, le premier recensement exhaustif entrant dans le cadre du nouveau dispositif a été réalisé en 2007.

En 2022, la commune comptait 363 habitants, en évolution de −1,63 % par rapport à 2016 (Puy-de-Dôme : +2,1 %, France hors Mayotte : +2,11 %).
| 1793  | 1800  | 1806  | 1821  | 1831  | 1836  | 1841  | 1846  | 1851  |
| ----- | ----- | ----- | ----- | ----- | ----- | ----- | ----- | ----- |
| 1 546 | 1 542 | 1 575 | 1 680 | 1 762 | 1 951 | 1 957 | 2 049 | 2 055 |

| 1856  | 1861  | 1866  | 1872  | 1876  | 1881  | 1886  | 1891  | 1896  |
| ----- | ----- | ----- | ----- | ----- | ----- | ----- | ----- | ----- |
| 2 017 | 2 051 | 1 921 | 1 845 | 1 804 | 1 880 | 1 801 | 1 700 | 1 640 |

| 1901  | 1906  | 1911  | 1921  | 1926  | 1931  | 1936  | 1946 | 1954 |
| ----- | ----- | ----- | ----- | ----- | ----- | ----- | ---- | ---- |
| 1 603 | 1 549 | 1 547 | 1 202 | 1 031 | 1 038 | 1 014 | 885  | 852  |

| 1962 | 1968 | 1975 | 1982 | 1990 | 1999 | 2006 | 2007 | 2012 |
| ---- | ---- | ---- | ---- | ---- | ---- | ---- | ---- | ---- |
| 712  | 663  | 612  | 523  | 464  | 388  | 378  | 376  | 365  |

| 2017 | 2022 | - | - | - | - | - | - | - |
| ---- | ---- | - | - | - | - | - | - | - |
| 371  | 363  | - | - | - | - | - | - | - |

### Commerces, services et artisans
On trouve sur la commune une épicerie, une agence postale, un coiffeur, un taxi, un garage, un électricien, une entreprise agricole, une entreprise de terrassement, un ferailleur, une entreprise intervenant sur les réseaux d'eau et plusieurs agriculteurs. À 6 km (à vol d'oiseau) au nord-est du bourg se trouve un artisan confiturier et une pisciculture (domaine de Baudry).

### Scolarité
Une micro-crèche est installée à Saint-Maurice, ainsi que l'école publique Camille Vacant (de la maternelle au CM2).

### Tourisme
Le camping de La Bregirolle se trouve près du plan d'eau du village ; l'hôtel-restaurant « Les Combrailles » se trouve dans le bourg, et trois gîtes sont sur la commune.
Les offices de tourisme proches sont l'office de tourisme des Combrailles à Pionsat, le syndicat d'initiative Auzances Bellegarde et l'office de tourisme d'Évaux-les-Bains[réf. nécessaire].

## Culture locale et patrimoine

### Lieux et monuments

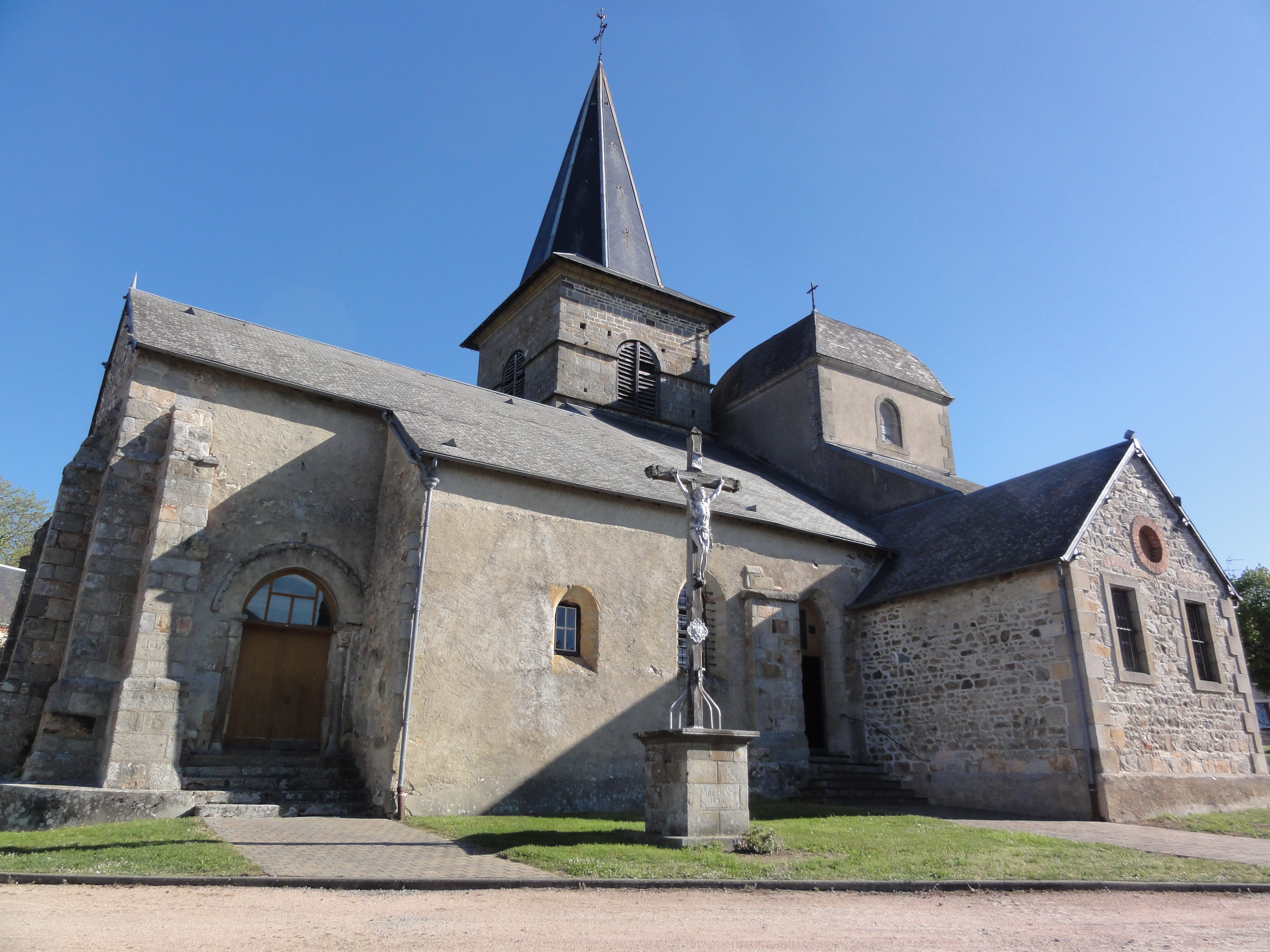
Église Saint-Maurice[53].
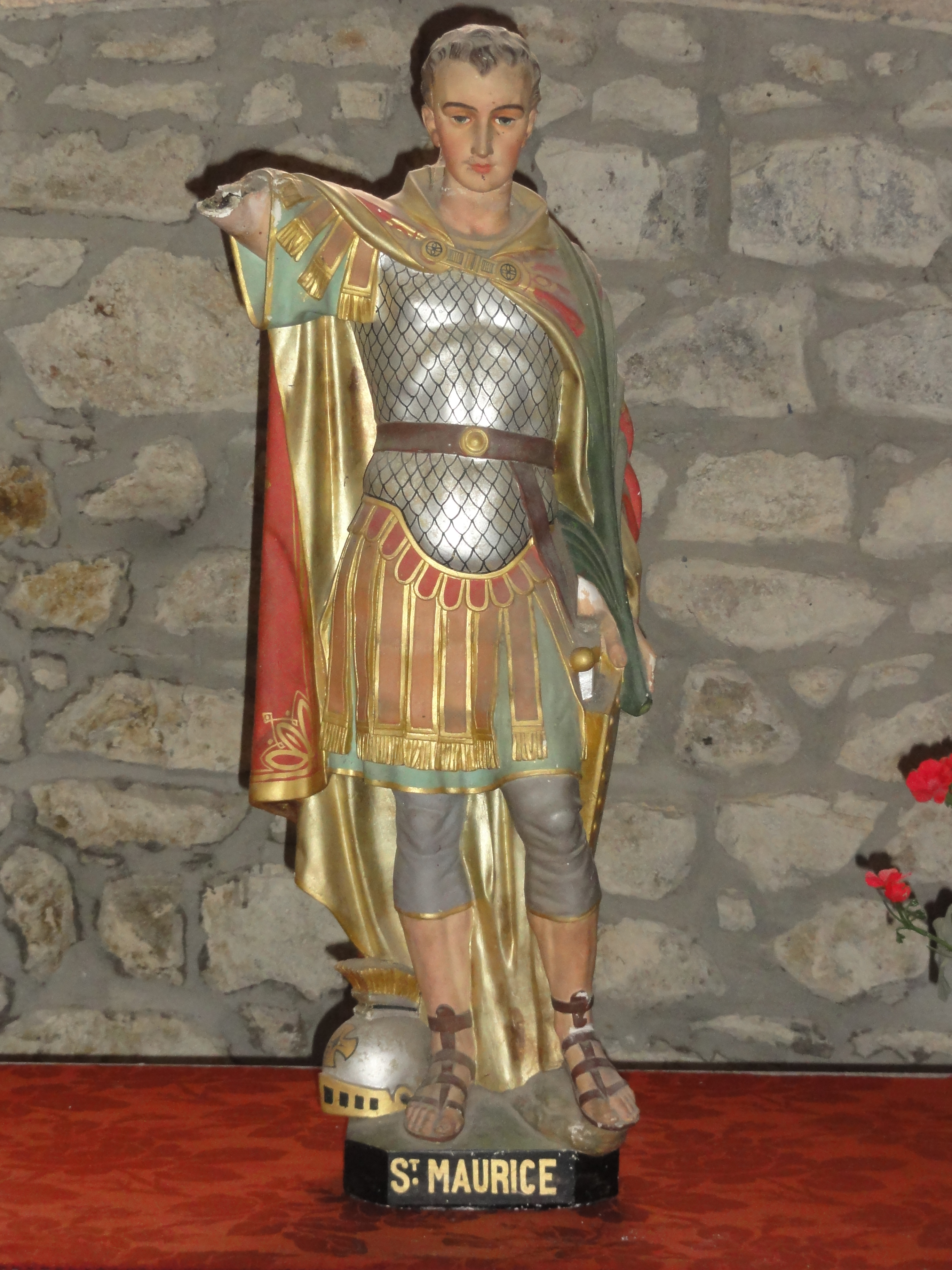
Une des statues de Saint-Maurice.
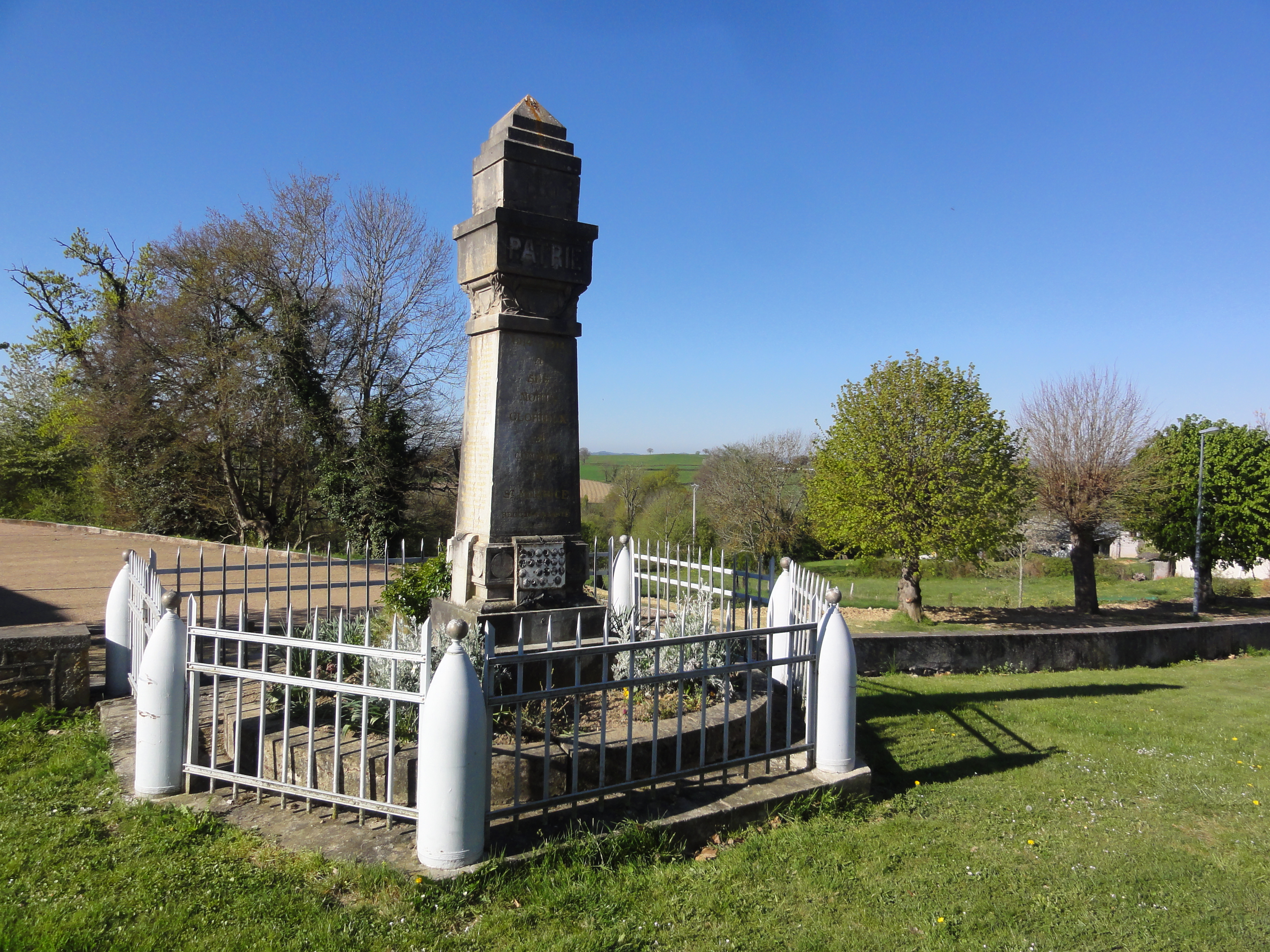
Monument aux morts.
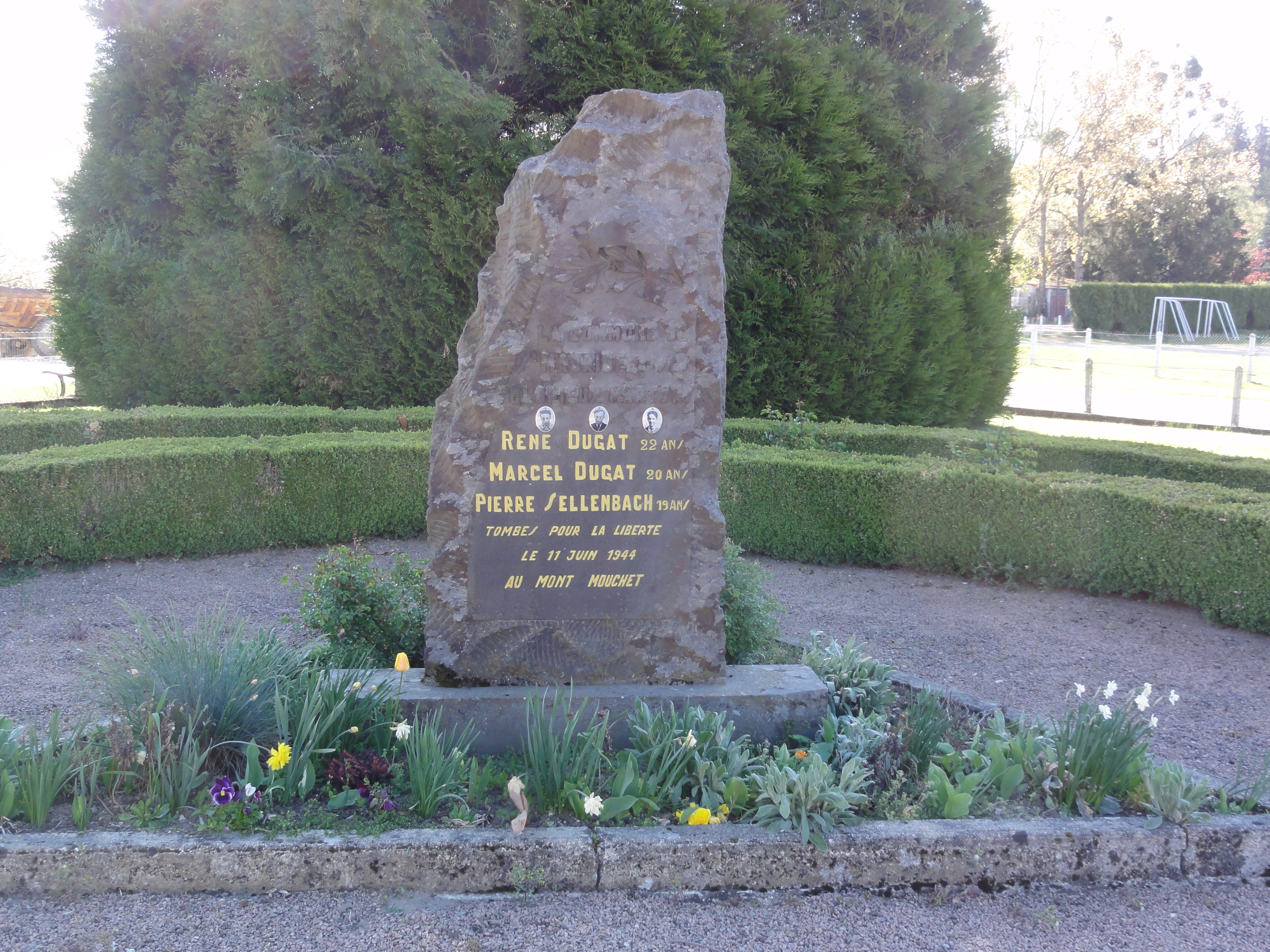
Monument aux victimes du Mont Mouchet.
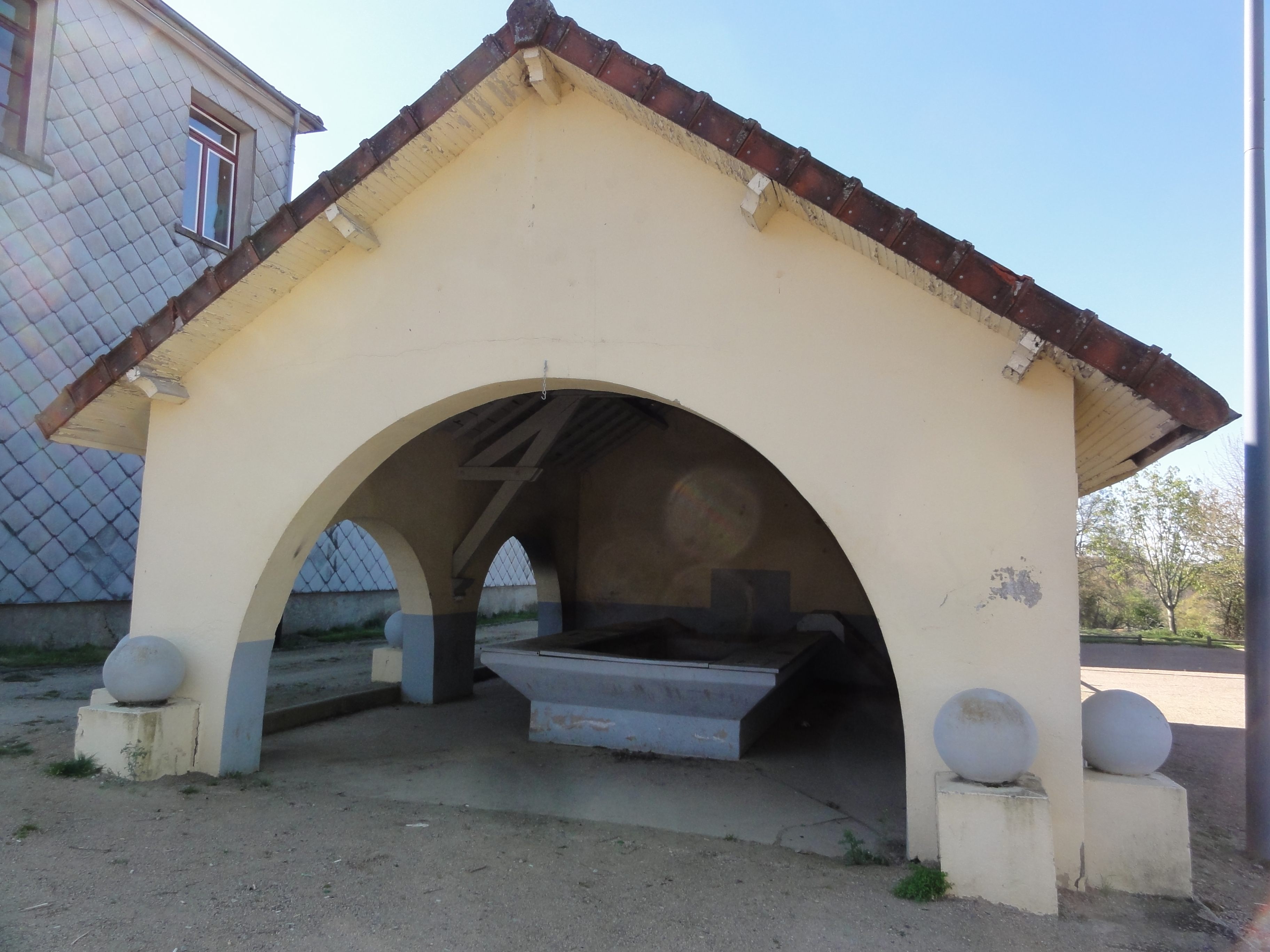
Lavoir.

L'église Saint-Maurice est construite aux XIIIe et XVe siècles. Il en reste la nef, qui porte des traces de décors peints (croix de consécration, rosaces, bâtons rompus...) et deux chapelles attenantes avec des peintures murales. Ces éléments sont protégés MH par inscription en 1990. Les XIXe et XXe siècles la remanient par des restaurations et agrandissements.

### Personnalités liées à la commune
- Jean-Baptiste Salpointe (né le 22 février 1825 à Saint-Maurice-près-Pionsat - † le 15 juillet 1898), archevêque de Santa Fe au Nouveau-Mexique du 18 août 1885 au 7 janvier 1894.
- L'actrice Jeanne Moreau a vécu plusieurs périodes de son enfance à Saint-Maurice-près-Pionsat[54].